# Polsko-Białoruska Izba Handlowo-Przemysłowa
Polsko-Białoruska Izba Handlowo-Przemysłowa (biał. Польска-Беларуская гандлёва-прамысловая палата, ros. Польско-Белорусская торгово-промышленная палата) której głównym zadaniem jest działalność na rzecz rozwoju polsko-białoruskich stosunków gospodarczych. Istotną stroną działań izby są m.in.: organizacja misji gospodarczych, forum, szkoleń, targów, wystaw, oraz spotkań biznesowych.
Izba powstała w 1993. Utrzymuje przedstawicielstwo w Mińsku.

## Siedziba
- Poprzednie adresy izby: ul. Wilcza 50-52 (2001), w siedzibie Krajowej Izby Gospodarczej przy ul. Trębacka 4 (2004-2009), ul. Nowogrodzka 22, ul. Kopernika 30 (od 2009)[2].